# Franz Anton von Harrach
Franz Anton von Harrach zu Rorau (Madrid, 2 ottobre 1665 – Salisburgo, 18 luglio 1727) è stato un arcivescovo cattolico tedesco.

## Biografia
Era figlio del colonnello conte Ferdinand Bonaventura I von Harrach e della contessa Johanna Theresia von Lamberg, nonché quindi fratello di Aloys Thomas Raimund von Harrach, celebre diplomatico e viceré di Napoli, e del generale Johann Philipp Harrach.
Crebbe a Madrid e studiò ambe leggi al "Collegium Germanicum" di Roma. Fu elevato dall'imperatore Leopoldo I alla condizione di principe dell'Impero.
Nel 1685 divenne canonico della Cattedrale di Passavia, nel 1687 divenne canonico a Salisburgo, dove nel 1692 divenne decano. L'imperatore Leopoldo I lo nominò nel luglio del 1701 vescovo coadiutore a Vienna, ottenendo la conferma pontificia il 1º dicembre dello stesso anno. Quando il principe-vescovo Ernest von Trautson morì il 7 gennaio 1702, gli succedette e ottenne la consacrazione episcopale.
Il 19 ottobre 1706 venne nominato arcivescovo coadiutore di Salisburgo e fu confermato nell'aprile del 1706 dal Papa. Dopo la morte di Thun ottenne il governo dell'arcivescovato, il 29 maggio 1709.
Fu ricordato come uomo dall'operato caritatevole e amato dal popolo, famoso per lo splendore che portò a Salisburgo, in particolare con la ristrutturazione del Palazzo arcivescovile in forme rococò, tra il 1710 ed il 1711, atto per cui chiamò al proprio servizio famosi architetti quali Fischer von Erlach e Johann Lucas von Hildebrandt, scultori come Georg Raphael Donner e pittori come Johann Michael Rottmayr e Martino Altomonte.
Promosse fortemente il commercio su tutte le rotte commerciali, in particolare verso Venezia e il Mediterraneo, e si occupò anche della ristrutturazione delle vie postali esistenti e della ricerca di altre nuove.
Alla sua morte, fu sepolto nella cripta della Cattedrale di Salisburgo.

## Genealogia episcopale e successione apostolica
La genealogia episcopale è:
- Cardinale Guillaume d'Estouteville, O.S.B.Clun.
- Papa Sisto IV
- Papa Giulio II
- Cardinale Raffaele Sansone Riario
- Papa Leone X
- Papa Paolo III
- Cardinale Francesco Pisani
- Cardinale Alfonso Gesualdo
- Papa Clemente VIII
- Cardinale Pietro Aldobrandini
- Cardinale Laudivio Zacchia
- Cardinale Antonio Barberini
- Cardinale Marcantonio Franciotti
- Papa Innocenzo XII
- Cardinale Leopold Karl von Kollonitsch
- Cardinale Johann Philipp von Lamberg
- Arcivescovo Franz Anton von Harrach zu Rorau

La successione apostolica è:
- Cardinale Imre Csáky (1703)
- Vescovo Philipp Carl von Fürstenberg (1709)
- Vescovo Jakob Maximilian von Thun und Hohenstein (1709)
- Cardinale Joseph Dominikus Franz Kilian von Lamberg (1712)
- Arcivescovo Leopold Anton Eleutherius von Firmian (1718)
- Vescovo Karl Joseph von Kuenburg (1723)
- Vescovo Joseph Oswald von Attems (1724)

## Ascendenza
|                                   |                           |                                   | Genitori                        |  |  | Nonni |  |  | Bisnonni         |  |  | Trisnonni            |  |
|                                   |                           |                                   |                                 |  |  |       |  |  | Karl von Harrach |  |  | Leonhard von Harrach |  |
|                                   |                           |                                   |                                 |  |  |       |  |  | Karl von Harrach |  |  | Leonhard von Harrach |  |
|                                   |                           | Marie Jakobe von Hohenzollern     |                                 |  |  |       |  |  | Karl von Harrach |  |  |                      |  |
| Otto Friedrich von Harrach        |                           |                                   |                                 |  |  |       |  |  | Karl von Harrach |  |  |                      |  |
|                                   |                           | Maria Elisabeth von Schrattenbach | Maximilian von Schrattenbach    |  |  |       |  |  |                  |  |  |                      |  |
|                                   |                           | Maria Elisabeth von Schrattenbach | Maximilian von Schrattenbach    |  |  |       |  |  |                  |  |  |                      |  |
|                                   |                           | Maria Elisabeth von Schrattenbach | Anna von Grasswein              |  |  |       |  |  |                  |  |  |                      |  |
| Ferdinand Bonaventura von Harrach |                           | Maria Elisabeth von Schrattenbach |                                 |  |  |       |  |  |                  |  |  |                      |  |
|                                   |                           | Camillo II Gonzaga                | Alfonso I Gonzaga               |  |  |       |  |  |                  |  |  |                      |  |
|                                   |                           | Camillo II Gonzaga                | Alfonso I Gonzaga               |  |  |       |  |  |                  |  |  |                      |  |
|                                   |                           | Camillo II Gonzaga                | Vittoria di Capua               |  |  |       |  |  |                  |  |  |                      |  |
| Lavinia Maria Tecla Gonzaga       |                           | Camillo II Gonzaga                |                                 |  |  |       |  |  |                  |  |  |                      |  |
|                                   |                           | Maria Caterina d'Avalos           | Alfonso Felice d'Avalos         |  |  |       |  |  |                  |  |  |                      |  |
|                                   |                           | Maria Caterina d'Avalos           | Alfonso Felice d'Avalos         |  |  |       |  |  |                  |  |  |                      |  |
|                                   |                           | Maria Caterina d'Avalos           | Lavinia Feltria Della Rovere    |  |  |       |  |  |                  |  |  |                      |  |
| Franz Anton von Harrach           |                           | Maria Caterina d'Avalos           |                                 |  |  |       |  |  |                  |  |  |                      |  |
|                                   | Georg Sigmund von Lamberg | Sigismund von Lamberg             |                                 |  |  |       |  |  |                  |  |  |                      |  |
|                                   | Georg Sigmund von Lamberg | Sigismund von Lamberg             |                                 |  |  |       |  |  |                  |  |  |                      |  |
|                                   | Georg Sigmund von Lamberg | Siguna Eleonore Fugger            |                                 |  |  |       |  |  |                  |  |  |                      |  |
| Johann Maximilian von Lamberg     | Georg Sigmund von Lamberg |                                   |                                 |  |  |       |  |  |                  |  |  |                      |  |
|                                   |                           | Johanna von der Leiter            | Hans Warmund von der Leiter     |  |  |       |  |  |                  |  |  |                      |  |
|                                   |                           | Johanna von der Leiter            | Hans Warmund von der Leiter     |  |  |       |  |  |                  |  |  |                      |  |
|                                   |                           | Johanna von der Leiter            | Elisabeth von Thurn             |  |  |       |  |  |                  |  |  |                      |  |
| Johanna Theresia Lamberg          |                           | Johanna von der Leiter            |                                 |  |  |       |  |  |                  |  |  |                      |  |
|                                   |                           | Georg Würben                      | Ignaz Würben                    |  |  |       |  |  |                  |  |  |                      |  |
|                                   |                           | Georg Würben                      | Ignaz Würben                    |  |  |       |  |  |                  |  |  |                      |  |
|                                   |                           | Georg Würben                      | Rebecca Würben                  |  |  |       |  |  |                  |  |  |                      |  |
| Judith Rebecca Würben             |                           | Georg Würben                      |                                 |  |  |       |  |  |                  |  |  |                      |  |
|                                   |                           | Helene Bruntálsky z Vrbna         | Albrecht Bruntálsky z Vrbna     |  |  |       |  |  |                  |  |  |                      |  |
|                                   |                           | Helene Bruntálsky z Vrbna         | Albrecht Bruntálsky z Vrbna     |  |  |       |  |  |                  |  |  |                      |  |
|                                   |                           | Helene Bruntálsky z Vrbna         | Johanna Sedlnitzky von Choltitz |  |  |       |  |  |                  |  |  |                      |  |
|                                   |                           | Helene Bruntálsky z Vrbna         |                                 |  |  |       |  |  |                  |  |  |                      |  |

## Stemma
| Immagine | Blasonatura                                                |
| -------- | ---------------------------------------------------------- |
| \| \|    | Franz Anton von Harrach Principe-arcivescovo di Salisburgo |
|          |                                                            |